# Jeff Lynne
Jeffrey (Jeff) Lynne (Birmingham, 30 december 1947) is een Britse singer-songwriter, componist, arrangeur, multi-instrumentalist en producer die vooral bekend werd als voorman van Electric Light Orchestra en als bandlid van Traveling Wilburys.

## Vóór ELO
Lynne experimenteerde al op jonge leeftijd met muziek met behulp van een akoestische gitaar die zijn vader voor hem kocht. Toen hij zestien was vormde hij met enkele vrienden in zijn woonplaats Birmingham een groep die eerst The Rockin' Hellcats heette, vervolgens The Handicaps en ten slotte The Andicaps. Eind 1964 verliet Lynne de band om te gaan spelen bij de lokale groep The Chads.
Lynne begon zijn carrière als professioneel muzikant in september 1966 toen hij solliciteerde op een vacature bij de groep The Nightriders. Deze groep, die ontstaan was uit Mike Sheridan and the Nightriders veranderde enkele keren van naam. Na de single "It's only the dog / Your friend" koos de groep eerst voor The Idyll en daarna voor The Idle Race. Ondanks het uitbrengen van twee albums, waarvan Lynne er een zelf produceerde, bleef succes uit.
Begin 1970 sloot Jeff Lynne zich op uitnodiging van gitarist Roy Wood aan bij de band The Move. Deze band had in 1967 al het album The Move uitgebracht. Met Lynne als bandlid volgden de albums Shazam! (1970), Looking on (1971) en Message from the country (1972). Veel songs op deze albums waren door Lynne geschreven.

## ELO
Samen met Roy Wood en Bev Bevan (beiden eveneens afkomstig uit The Move) richtte Lynne in oktober 1970 de band Electric Light Orchestra op met als doel symfonische popmuziek te spelen met onder meer klassieke instrumenten als hobo, hoorn, cello en viool. Op het eerste album was Wood, naast Lynne, nog een van de voormannen van de band. Wood verliet de band kort na het verschijnen van het debuutalbum in 1971. Hierna werd Lynne de onbetwiste leider van de groep.
Van 1973 tot 1985 had Jeff Lynne veel succes met het Electric Light Orchestra. Hits zoals "Showdown" (1973), "Can't Get It Out of My Head" (1974), "Evil Woman" (1975), "Livin' Thing" (1976), "Rockaria!", "Turn to Stone" (1977), "Sweet Talkin' Woman", "Mr. Blue Sky" (1978), "Don't Bring Me Down" (1979), "Xanadu" (met Olivia Newton-John, 1980), "Hold On Tight (1981)" en "Rock 'n' Roll Is King (1983)" zijn nog steeds met regelmaat op de radio te horen.
In 1982 werd in de Wisseloord Studio's in Hilversum het ELO-dubbelalbum Secret messages opgenomen. De platenmaatschappij wilde het album echter als één enkele plaat uitbrengen, wat begin 1983 ook gebeurde. De opnamen verliepen gespannen: ruzie met bassist Kelly Groucutt over financiën en het artistiek monopolie van Lynne vormden het begin van het einde van ELO.
In 1985 nam Lynne met Richard Tandy en Bev Bevan het laatste ELO-album op Balance of Power om van zijn contractuele verplichtingen af te zijn. In 1998 blies Lynne nieuw leven in ELO. Dat werd pas wereldwijd bekend in 2000.
In 2001 verscheen een nieuw ELO-album getiteld Zoom. Van twee concerten in april 2001 is een live video/dvd verkrijgbaar. Hoewel ook toetsenist Richard Tandy weer van de partij is, speelt Lynne de meeste instrumenten zelf. Andere ex-ELO-leden zijn niet aanwezig. George Harrison en Ringo Starr spelen mee op Zoom. De met dit album geplande ELO-comeback mislukte. Geplande concerten moesten worden afgelast bij gebrek aan belangstelling. Mogelijk speelde ook de 9/11-ramp in New York mee.
Vanaf 2001 zijn vrijwel alle albums van ELO opnieuw uitgebracht. Op de diverse uitgaven staan extra tracks die ooit op B-kanten van singles, 12" en maxi-cd's stonden. Verder staat hierop materiaal dat nooit eerder is uitgebracht.
Een van de twee platen die in oktober 2012 verschenen is Mr. Blue Sky: The Very Best of Electric Light Orchestra. Dit album is een collectie van het beste van het Electric Light Orchestra met daarop de persoonlijke keuze van de beste nummers van ELO volgens Lynne, maar dan opnieuw opgenomen en ingezongen op de manier waarop deze nummers, volgens Lynne, oorspronkelijk opgenomen hadden moeten worden. Dit laatste album betekende een terugkeer voor Lynne/ELO in de Engelse hitlijsten: nr. 8 in de UK Album Chart en nr. 2 in de UK Top Independent Albums Chart.
Geheel onverwachts traden Lynne en Richard Tandy als surprise act op tijdens het benefietconcert op 14 november 2013 BBC Children in Need Rocks. Onder begeleiding van het BBC-orkest en het BBC-koor brachten ze Livin' Thing en Mr. Blue Sky ten gehore.
In juni 2014 gingen kaarten voor een optreden van ELO tijdens een festival in Londen in de voorverkoop. Amper een dag later waren alle kaarten uitverkocht. Op 14 september 2014, tijdens het eendaagse BBC festival A Festival In One Day gaven Lynne, Tandy en een aantal bekende sessiemuzikanten en het BBC-orkest onder de naam Jeff Lynne's ELO een openluchtoptreden in Hyde Park, Londen. Het concert trok meer dan 50.000 toeschouwers.
In de zomer van 2015 werd bekend dat het optreden van een jaar eerder in Londen in september op dvd ging verschijnen. In september, tegelijk met het verschijnen van de dvd, kondigde Lynne een nieuw ELO-album aan. Hij had een contract gesloten met Columbia Records. Het was de opmaat naar een aantal succesvolle jaren met het album Alone in the Universe, het live-album Wembley or Bust en in 2016-2017 een wereldtournee met tientallen concerten in Europa en Noord-Amerika en een nog uitgebreidere wereldtournee op beide continenten in 2018. In 2019 volgde opnieuw een tour in Noord-Amerika, in de herfst gevolgd door het album From Out Of Nowhere. Jeff Lynne's ELO maakt met dat een album een mooie klapper: From Out Of Nowhere kwam in het Verenigd Koninkrijk binnen op 1. De in september en oktober 2020 geplande From Out Of Nowhere Tour, waarvan de kaarten begin 2020 in de verkoop waren gegaan, moest vanwege de uitbraak van het coronavirus worden afgelast.

## Ander werk dan ELO
In de eerste helft van de jaren 70 was Lynne ook solo actief en deed hij productiewerk voor andere artiesten. Zo werd in 1974 een drieluik van Del Shannon opgenomen, geproduceerd door Lynne. Ook andere leden van ELO droegen hieraan bij. Dat jaar bracht de bekende Engelse komiek Jasper Carrott de single Funky Moped uit. Lynne produceerde de single. Carrott en Lynne/ELO bleven nog decennia vrienden.
In 1976 was Lynne (en ook Wood) te horen op de soundtrack van de film All this and World War II, een dubbelelpee met songs van The Beatles, gecoverd door een scala aan artiesten. Lynne en Wood speelden hierop mee. In 1978 bracht Jeff Lynne een solo-single uit, Doin' that crazy thing, die flopte. Ook nadien is Lynne verdergegaan met het produceren voor anderen, zoals Kiki Dee en Helen Reddy.
In 1983 schreef Lynne nummers voor het Dave Edmunds-album Information met onder meer de hit Slipping Away als resultaat. Nog meer werk met Dave Edmunds verscheen op het album Riff Raff.
In 1984 schreef en speelde Lynne de nummers Video en Let It Run voor de film Electric Dreams. Ook Richard Tandy is hierop te horen. Met Video scoorde Lynne in het buitenland een bescheiden hit. Bovendien schreef Lynne in 1984 The story of me voor The Everly Brothers, dat zij met synthesizers uitvoerden op hun album EB84 en dat op single verscheen.
In 1985 schreef en produceerde hij het nummer One Way Love voor de solo-plaat van Agnetha Fältskog, ex-zangeres van Abba. Het nummer werd ook op single uitgebracht.
In 1987 produceerde Lynne het George Harrison-album Cloud Nine. Enkele nummers schreef hij samen met George. Dit album werd een succes, met onder andere de wereldhit Got My Mind Set on You. In de clip van de single When We Was Fab is Lynne, naast onder andere Ringo Starr, nog te zien, spelend op een uitgerekte viool. Ondertussen nam Duane Eddy met Lynne ook nog een drie nummers op die op het album Duane Eddy verschenen.
1988 werd een druk Lynne-jaar. Twee nummers waar Lynne aan meeschreef verschenen op de soundtrack Still Crazy. Het zijn Dirty Town en A Woman Like That. Mede-componist van beide nummers is Ian La Frenais en beiden schreven samen met Rosie Vela A Woman Like That.
Het zat al een paar jaar in hun hoofden, maar dat jaar werd het een feit: Bob Dylan, George Harrison, Tom Petty, Roy Orbison en Jeff Lynne vormden samen de Traveling Wilburys. Ze brachten twee albums uit: Volume 1 (1988) en Volume 3 (1990). Volume 1 werd een wereldwijd succes. Het album is voor Dylan commercieel gezien zelfs zijn grootste succes. Door de dood van zowel Roy Orbison als zijn beoogde – wat nooit is bevestigd – opvolger Del Shannon stopte de band. Tussen de beide albums in werd nog wel de single Nobody's Child uitgebracht als onderdeel van een liefdadigheidsproject voor Roemeense weeskinderen. Volume 1 en 3 werden in 2007 opnieuw uitgebracht, met een dvd over het maken van Volume 1.
In 1988 schreef en produceerde Lynne het nummer Let it shine op het Brian Wilson-soloalbum Brian Wilson. Overigens is een paar jaar later, in 1991, ook een onofficieel album (muziekcassette) verschenen – Sweet Insanity, de opnames waren gestolen volgens Wilson – met daarop het nummer The Spirit of Rock & Roll. Wilson werkte op dit nummer samen met Lynne en Bob Dylan.
In 1988 produceerde Lynne het nummer Falling in love op het Randy Newman-album Land of dreams, als bedankje voor Randy Newmans eerbetoon aan ELO in 1979 The story of a rock-'n-rollband. Lynne draagt ook bij aan de hit It's Money That Matters.
In 1988 co-componeerde en produceerde Lynne het Roy Orbison-album Mystery girl. Hij was betrokken bij de nummers You got it (een hit), A love so beautiful en California blue. Het album betekende een glorieuze terugkeer van Orbison, die er maar kort van kon genieten. Hij overleed in december 1988, kort voor het uitkomen van de plaat in januari 1989.
In 1989 co-produceerde Lynne Full Moon Fever van Tom Petty, waarop de hits Free fallin', I Won't Back Down, A Face in the Crowd en Runnin' Down a Dream staan, die Lynne samen met Petty schreef. Het album wordt beschouwd als een van Tom Petty's beste, en werd wereldwijd een groot succes.
In 1990 bracht Lynne een soloalbum uit, Armchair Theatre. Op de single Every Little Thing verscheen een extra nummer, I'm Gone.
Naast productiewerk voor bekende artiesten werkte Lynne ook met minder bekende artiesten. In 1990 verscheen van de Deense damesgroep Miss B Haven het album Noboby's Angel. Lynne produceerde het album, en speelt en zingt erop mee. Op het album Work It Out van Jim Horn dat dat jaar verscheen is het titelnummer geproduceerd door Lynne. De Jeff Healy Band had de muzikant Lynne gevonden in While My Guitar Gently Weeps. Het nummer werd uitgebracht op het album Hell To Pay.
1991 werd ook een druk Lynne-jaar. In dat jaar schreef hij samen met Tom Petty en Del Shannon het nummer Walk Away op het album Rock on!. Lynne produceerde de meeste songs van dat album. Datzelfde jaar verscheen op de soundtrack Robin Hood - Prince of Thieves het nummer Wild Times van Lynne en in oktober van dat jaar verscheen Night Calls met de gelijknamige hitsingle van Joe Cocker. Night Calls werd geschreven en geproduceerd door Lynne en hij bespeelde meerdere instrumenten.
Ondertussen verscheen dat jaar ook werk met Roger McGuinn op diens album Back From Rio en verscheen de single Good Golly Miss Molly van Little Richard.
Into The Great Wide Open, een nieuw album van Tom Petty and the Heartbreakers verscheen in 1991. Het album werd geproduceerd door Lynne en leverde de band, met onder meer het titelnummer, een paar hits op.
In 1992 produceerde Jeff de songs Don't go where the road don't go en After all these years voor het Ringo Starr-album Time Takes Time. Hij speelt daarop gitaar, bas, piano en keyboards. De onbekende Amerikaanse zangeres Julianna Raye bracht het album Something Peculiar uit. Het is geproduceerd door Lynne. In 1992 verschijnt ook de single Blue Beyond The Grey van Jimmy Nail en met medewerking van Lynne.
Van Hank Marvin (The Shadows) en Mark Knopfler (Dire Straits) verscheen eind oktober 1992 / halverwege mei 1993 het album Heartbeat. Op dat album twee door Lynne geproduceerde nummers, Wonderful Land en Nivram. Lynne speelde ook mee op Wonderful Land (accoustic guitar). Beide nummers werden uitgebracht op de cd-single Wonderful Land.
In februari 1994 werkte hij samen met The Beatles aan de Anthology-albums en de reünie-opnamen Free as a Bird (single) en Real Love. McCartney zag graag nog dat een derde nieuw nummer met Lynne werd opgenomen maar de opnames daarvan werden niet afgemaakt.
Dat jaar verscheen ook een cover van Lift Me Up, uitgevoerd door Tom Jones. Lynne hielp Jones daarbij een handje.
In 1995 verscheen het nummer Time Mends A Broken Heart op het album Free Spirit van Bonnie Tylor.
In 1997 produceerde Lynne 8 songs voor het Paul McCartney-album Flaming Pie. Recensies waren lovend en beschouwden het als een van zijn sterkste soloalbums.
Hiermee heeft Lynne dan albums geproduceerd voor de drie nog levende ex-Beatles George Harrison, Paul McCartney en Ringo Starr.
De naam Lynne en filmmuziek bleek ook in 1998 weer een prima combinatie. Voor de film Still Crazy schreef hij twee nummers: Dirty Town (geschreven samen met Ian La Frenais) en A Woman Like That, geschreven samen met Ian La Frenais en Rosie Vela. De film gaat over een in de jaren '70 succesvolle rockband die na tientallen jaren besluit tot een reunie. Deze band, Strange Fruit, speelt Dirty Town. In de film wordt A Woman Like That uitgevoerd door Bernie Marsden. In de film zagen we een bekende terug: Jimmy Nail.
Rosie Vela zou in de jaren daarop een rol spelen in de terugkeer van het Electric Light Orchestra én deel uitmaken van de ELO live-formatie in 2001.
Gary Wright bracht in 1999 het album Human Love uit. Op dat album werkte hij voor het titelnummer samen met Lynne.
Paul McCartney bracht in 2000 op het gelijknamige album Maybe Baby uit. Achter de knoppen zat Lynne.
In 2002 werkte Lynne opnieuw samen met George Harrison op diens album Brainwashed. Het album kwam het jaar na het overlijden van Harrison uit. Op 29 november 2002 werd er in de Royal Albert Hall een herdenkingsconcert gehouden door Paul McCartney, Ringo Starr, Eric Clapton, Tom Petty, Ravi Shankar, Billy Preston, Jeff Lynne en een grote groep andere bekende en minder bekende musici. Ze brachten songs van Harrison ten gehore. Het concert werd in 2003 op 2cd en 2dvd uitgebracht onder de titel Concert For George.
In 2003 verscheen eindelijk Lizard Love van Aerosmith. Het nummer was in 1992 door Lynne en de bandleden Joe Perry, Steven Tyler geschreven. Voor het album Rugrats Go Wild was het nummer opnieuw opgenomen.
In 2006 verscheen Tom Petty's derde soloalbum Highway Companion, geproduceerd door Lynne.
In 2007 verscheen de song Can't Get It Out of My Head op het album Libertad van Velvet Revolver, gecomponeerd door Jeff Lynne.
In 2009 verscheen het album Far van Regina Spektor. Vier nummers werden geproduceerd door Jeff Lynne.
Lynne werkte in 2011 mee aan het tribute album Listen To Me: Buddy Holly voor Buddy Holly. Lynne nam daarvoor het nummer Words Of Love op. In 2012 deed hij het kunstje opnieuw, nu voor het tribute album The Art Of McCartney voor zijn maat Paul McCartney met het nummer Junk. Op beide tribute albums was Lynne een van de vele artiesten die een bijdrage leveren.
Halverwege 2012 verscheen Analog Man van Joe Walsh (Eagles). Lynne heeft een deel van het album geproduceerd en speelde zelf ook mee: drums, bass, keyboard, gitaren en achtergrondvocalen. Ringo Starr was ook op het album te horen.
In 2012 werd een (verkorte) nieuw opgenomen versie van Mr. Blue Sky een van de highlights van de openingsceremonie van de Olympische Zomerspelen in Londen op 27 juli. Het betrof een opname en Lynne was zelf geen onderdeel van de show.
In oktober 2012 verschenen er twee 'nieuwe' platen: Long Wave van Jeff Lynne solo en Mr. Blue Sky: The Very Best of Electric Light Orchestra. Het soloalbum van Lynne, Long Wave, bevat nummers die Jeff thuis op de radio van zijn ouders hoorde en die hem geïnspireerd hebben in zijn muziekontwikkeling. De nummers dateren uit de oorlogsjaren en de twee decennia daarna.
Nadat in 2012 de storm Sandy veel leed en vernielingen achterliet in de V.S. werd een goede-doelen-album uitgebracht. Lynne nam daarvoor het nummer Save Me Now van zijn Armchair Theatre album uit 1990 opnieuw op. Het was achteraf bezien waarschijnlijk de opmaat naar wat in 2013 uit zou komen.
In 2013 verscheen de soundtrack American Hustle met daarop twee ELO-nummers (Long Black Road en 10538 Overture, nieuwe versie) en een solonummer van Lynne, Stream of Stars. Een ander solonummer, Clear De Lune, is wel in de film te horen maar staat niet op de soundtrack. Diverse andere artiesten verleenden hun medewerking aan de film en de soundtrack.
De heruitgave van Jeff's soloalbum Armchair Theatre bevatte het nummer Forecast. Ook verschillende ELO albums werden in 2013 uitgebracht met daarop extra nummers. De vraag die bij menig fan bleef hangen was of ze nou te maken hadden met een solo nummer of met een ELO nummer.
Dat ELO als Jeff Lynne's E.L.O. op het podium terugkeerde is te danken aan Gary Barlow en BBC deejay Chris Evans (presentator). Voor de live-optredens maakte Lynne gebruik van de live-band van Take That. In 2014 produceerde Lynne bovendien een nummer voor het album III (album), Fall Down at Your Feet van Take That. Lynne speelde op dit nummer eveneens basgitaar, drums, gitaar, keyboards en piano.
In 2015 vertolkte Jeff Lynne samen met Ed Sheeran Evil Woman en Mr. Blue Sky tijdens de uitreiking van de Grammy Awards op 8 februari. Op 23 april van dat jaar kreeg hij een ster op de Hollywood Walk of Fame. Eerder dat jaar trad Lynne met Dhani Harrison, zoon van wijlen George Harrison, Joe Walsh, Dave Grohl en anderen op tijdens de reünieshow van het optreden van The Beatles 50 jaar eerder in de Ed Sullivan Show in de Verenigde Staten. Starr, McCartney en de weduwen van Lennon en Harrison waren daarbij aanwezig.
In oktober 2015 volgde nieuw werk van Bryan Adams: Get Up!, een album dat gedurende een aantal jaren beetje bij beetje geproduceerd was door Lynne. Door fysieke afstanden tussen Adams en Lynne en hun beider bezigheden moest veel via de digitale weg worden gecommuniceerd. De videoclip van het aanstekelijke You Belong To Me werd die zomer al vrijgegeven. Dat jaar verscheen ook nieuw werk van Pugwash op het album Play This Intimately (As If Among Friends). Het nummer Kicking And Screaming was geproduceerd door Lynne. 
In 2023 verscheen de single Now and Then (Beatles) van The Beatles. Aanvankelijk zou het nummer verschijnen op Anthology 3. Het lukte met de destijds beschikbare techniek niet om de demo-opname van Lennon zodanig op te kalefateren dat een goed resultaat kon worden neergezet. Harrison hakte de knoop door: stoppen. Ongeveer 25 jaar later wordt een nieuwe poging ondernomen. Lynne is daar niet bij betrokken, wel wordt het werk dat hij in de jaren '90 eraan had verricht benut. Lynne wordt op de single als eerste producer vermeld.

## Privé
Jeff Lynne geeft hoogst zelden interviews en draagt altijd een zonnebril, ook binnenshuis. Begin jaren 70 verscheen hij ook wel met een ooglapje. Volgens sommigen heeft dit niets te maken met een visuele beperking.
Lynne woont alweer een jaar of 30 in de Verenigde Staten (Los Angeles) en heeft twee dochters, Laura en Stephanie. Hij reist geregeld naar Groot-Brittannië. Birmingham is en blijft zijn stad.

## Trivia
- Jeff Lynne wordt gelinkt met maar liefst 228 films en afleveringen van series (stand per november 2018).
- Van Jeff Lynne zijn geen kerstliedjes bekend. Lynne is echter wel te vinden op een serie kerstnummers:
  - Dave Morgan: God's Good Time van het album All God's Blessings uit 1992
  - Tom Petty and the Heartbreakers: Christmas All Over Again van het album A Very Special Christmas 2 uit 1992
  - Ringo Starr: I Wanna Be Santa Claus, Come On Christmas, Christmas Come On, Christmas Time (Is Here Again) van het album I Wanna Be Santa Claus uit 1999

Jeff Lynne
Roy Wood · Bev Bevan · Bill Hunt · Steve Woolam · Rick Price · Richard Tandy · Mike Edwards · Wilfred Gibson · Hugh McDowell · Andy Craig · Colin Walker · Mike de Albuquerque · Mik Kaminski · Louis Clark · Kelly Groucutt · Melvyn Gale · Dave Morgan · Martin Smith · Marc Mann · Matt Bissonette · Gregg Bissonette · Peggy Baldwin · Sarah O'Brien · Rosie Vela
- Bibsys: 2113564
- Biblioteca Nacional de España: XX1009544
- Bibliothèque nationale de France: cb138968908 (data)
- Gemeinsame Normdatei: 134450361
- International Standard Name Identifier: 0000 0001 1453 5557
- Library of Congress Control Number: n91125674
- Nationale Bibliotheek van Letland: 000133254
- MusicBrainz: 372304d0-5e6a-4030-bc2b-09bdb0ee8abb
- Nationale Bibliotheek van Tsjechië: xx0048544
- Nationale Bibliotheek van Israël: 987007436712105171
- Nationale Bibliotheek van Polen: a0000002652729
- Nederlandse Thesaurus van Auteursnamen: 071170006
- SNAC: w6nw2k9h
- Système universitaire de documentation: 244275564
- Virtual International Authority File: 100985447
- WorldCat: E39PBJhmFdXQd96BB8gWyCY9Dq